# Roches-sur-Marne
Roches-sur-Marne är en kommun i departementet Haute-Marne i regionen Grand Est (tidigare regionen Champagne-Ardenne) i nordöstra Frankrike. Kommunen ligger i kantonen Saint-Dizier-Sud-Est som tillhör arrondissementet Saint-Dizier. År 2022 hade Roches-sur-Marne 583 invånare.

## Befolkningsutveckling
Antalet invånare i kommunen Roches-sur-Marne
| Referens: INSEE |